# She's Always a Woman
She's Always a Woman è un brano musicale scritto e interpretato dal cantautore statunitense Billy Joel, pubblicato come singolo nel 1977, estratto dall'album The Stranger.

## Tracce
7"
1. She's Always a Woman
2. Vienna

- Singolo (CBS)

1. She's Always a Woman
2. Movin' Out (Anthony's Song)

## Cover
- Il cantante inglese Fyfe Dangerfield, noto come membro del gruppo indie rock Guillemots, ha pubblicato una cover del brano nel 2010, inclusa nell'edizione "Deluxe" del suo primo album in studio da solista, ovvero Fly Yellow Moon (2010).